# سیارک ۹۵۰۸
سیارک ۹۵۰۸ (به انگلیسی: 9508 Titurel، نامگذاری:3395T-3) نه هزار و پانصد و هشتمین سیارک کشف شده‌است که در ۱۶ اکتبر ۱۹۷۷ کشف شد.
قدر مطلق سیارک برابر ۱۴٫۳۰ است.